# The Sailor Song
The Sailor Song è un singolo del gruppo musicale danese Toy-Box, pubblicato il 25 agosto 1998 come terzo e ultimo estratto dall'album Fantastic.

## Tracce
CD maxi
1. The Sailor-Song (Radio Version) – 3:11
2. The Sailor-Song (Extended Version) – 4:06
3. The Sailor-Song (Bulletproof Remix) – 6:32
4. The Sailor-Song (Elephant & Castle Remix) – 5:31

## Classifiche
| Classifica (1999) | Posizione massima |
| ----------------- | ----------------- |
| Paesi Bassi       | 9                 |